# فران كوين
فران كوين (بالإنجليزية: Fran Quinn)‏ هو لاعب غولف أمريكي، ولد في 11 مارس 1965 في ورسستر في الولايات المتحدة.

## وصلات خارجية
- فران كوين على موقع رابطة لاعبي الغولف المحترفين (الإنجليزية)
- فران كوين على موقع التصنيف العالمي الرسمي للغولف (الإنجليزية)